# SimCity 2000
SimCity 2000 — відеогра в жанрі симулятор містобудування і друга гра із серії SimCity. SimCity 2000 вперше видано 1994 року компанією Maxis для комп'ютерів, що працюють під управлінням операційної системи Apple Macintosh. Пізніше була видана для Amiga, DOS і Microsoft Windows, потім вийшов реліз для OS/2. У 1995 році, SimCity 2000 отримала відзнаку «Найкраща військова комп'ютерна гра або стратегія» за версією Origins Award.

## Зміни
Головна зовнішня відмінність SimCity 2000 від свого попередника SimCity — ізометрична проєкція світу. Будинки стали більш наочними та деталізованими — ніяких більше «FD» і «PD» на дахах будівель — близько пожежної дільниці тепер можна розгледіти пожежні машини, а на будівлі дільниці поліції — значок правоохоронних органів.
Крім цього в грі збільшилася різноманітність будівель, з'явилися нові споруди (метро, лікарні, зоопарки), додана опція присвоєння будівлям назв. Споруджуване місто стало оточене іншими містами, з якими можна вести вигідну торгівлю.
При цьому в грі збереглися основні аспекти попередньої чястини — гравець усе так само не може безпосередньо управляти забудовою житлових, комерційних і промислових будівель, обмежуючись лише розміткою території під них. Бажання жителів забудовувати виділені зони залежить від сукупності факторів — енерго- та водопостачання, рівня злочинності в районі, відношення кількості забудов інших типів (RCI) та інших факторів.

## Цікаві факти
Літаюча тарілка, зображена на лицьовій стороні обкладинки і на диску, була взята за основу зорельота Стіва у грі «Spore».